# 青野卯吉
靑野 卯吉（あおの うきち、1844年4月30日〈旧暦弘化元年3月13日〉 - 1907年〈明治40年〉4月18日）は、日本の銀行家、政治家。姓の「靑」は「青」の旧字体であるがJIS X 0208に収録されていないため、新字体で青野 卯吉（あおの うきち）とも表記される。
株式会社土方銀行頭取、静岡県小笠郡土方村長などを歴任した。

## 概要
遠江国出身の銀行家である。土方銀行で頭取を務め、地域振興に努めた。また、土方村においては村長に選任されていた。村境にある風吹峠が交通の難所となっていたため、これを解消すべく風吹トンネルの開通に尽力した。

## 来歴

### 生い立ち
1844年4月30日（旧暦弘化元年3月13日）、遠江国城東郡入山瀬村にて生まれた。明治維新により幕藩体制が終わりを迎えると、世情の大きな変化は城東郡にも影響を及ぼした。城東郡は1871年（旧暦明治4年7月）より静岡県に属することになったが、同年（旧暦同年11月）に浜松県の管轄となり、1876年（明治9年）8月には再び静岡県に移管された。また、入山瀬村も今滝村、上土方村、下土方村、川久保村の大部分、中村の一部と合併することになり、1889年（明治22年）4月1日に土方村が設置された。また、土方村においては1890年（明治23年）4月に土方銀行が創設された。資本金は1万7000円であったが、のちに増資され3万2000円に達している。この土方銀行の事業に携わり、その頭取にも就任していた。

### 政治家として
その後、土方村が属する城東郡は佐野郡と合併し、1896年（明治29年）4月1日に小笠郡が設置された。その土方村においては村長に就任している。村長在任中は、土方村から上内田村に抜ける風吹トンネルの開通に尽力した。また、入山瀬の住民らの理解を得たうえで、1899年（明治32年）1月には入山瀬報徳社を創設した。1907年（明治40年）4月18日に死去した。

## 政策・主張
風吹トンネルの掘削
入山瀬村は明治の初め頃まで田畑も少なく、村民は炭焼きや薪の販売などで生計を立てていた。1877年（明治10年）頃より茶の栽培が始まったことで、村民の生活も好転するかに思われた。しかし、入山瀬村は三方を山に囲まれており、風吹峠を越える道は「三町七曲がりの険」と言われるほど険しく曲がりくねっていた。この道は人馬がようやく通れるくらいの細い道であり、通行には大変な困難を伴っていた。収穫した茶葉などを掛川町で販売するにはこの道を通るほかなく、大きな荷車での輸送ができないことから、村民は大変な苦労を強いられていた。
これでは市場価格が高い時に出荷できず、村民の生活も向上しないと考えた靑野は、トンネルを掘削するしかないと判断し、村民たちに協力を求めた。しかし、村民たちは山の岩が硬過ぎてトンネルは無理だと諦めてしまったことから、靑野は一人で山に入り、私財を投じて測量を開始した。その結果、総工費は2000円超と見積もられたが、入山瀬村の後身にあたる土方村の当時の年間予算ですら5000円程度に過ぎず、靑野家の全財産を投じても到底足りないことから、靑野は資金繰りに奔走することになる。遠江国報徳社の岡田良一郎に相談し1000円を借りられたことで資金にも目途が立ち、村民たちも再び協力してくれるようになったことから、1900年（明治33年）より工事を開始した。工事は難航し、一メートル掘るのに5日かかるという状況であったが、2年がかりで3つのトンネルを素掘りで完成させた。これにより、村民は収穫した茶葉を荷車でいつでも　大量に出荷できるようになった。
その後、このトンネルは静岡県道249号掛川大東大須賀線として利用されてきた。1999年（平成11年）に風吹バイパスが開通したことから、風吹トンネルはその役割を終えた。

## 顕彰
その後の土方村は合併を繰り返したのちに大東町となったが、靑野の功績は大東町においても語り継がれている。大東町役場の公式ウェブサイトには町の偉人として赤堀四郎ら10名の業績が紹介されており、靑野もその偉人の一人として掲載されていた。掛川市の薬師堂には、靑野の功績を称える石碑が建立されている。また、風吹トンネルの近くには『風吹隧道を讃える』と題したモニュメントが建立されており、「風吹トンネルの由来」と題して靑野の功績が記されている。

## 人物
姓の「靑野」の「靑」はJIS X 0208に収録されていないため、新字体の「青」で代替して「青野」と表記される場合もある。

## 略歴
- 1844年 - 遠江国城東郡入山瀬村にて誕生[1]。
- 1907年 - 死去[1]。

### 註釈
1. ↑  大東町役場のウェブサイトは「人山瀬村」[1]と表記しているが、「入山瀬村」の誤字と思われる。
2. ↑  静岡県小笠郡土方村は、佐束村と合併し、1955年に城東村が設置された。
3. ↑  静岡県小笠郡上内田村は、1950年に掛川町に編入された。
4. ↑  大東町役場のウェブサイトは「三町七曲りの検」[1]と表記しているが、「三町七曲りの険」または「三町七曲りの嶮」の誤字と思われる。金原義明らによる『なるほどなっとく金次郎さん』は「三町七曲がりの険」[3]と表記している。
5. ↑  静岡県小笠郡掛川町は、西南郷村、粟本村、西山口村と合併し、1951年に新制掛川町が設置された。
6. ↑  大東町役場のウェブサイトには「『崩れやすい山だからトンネルは無理だ。』と、村人はあきらめてしまった」[1]との記述がある。金原義明らによる『なるほどなっとく金次郎さん』には「風吹峠が、地形のけわしさにくわえて、『かいもち』とよばれるとてもかたい岩でできた土地だったからでした。『風吹峠の岩は、かたくてかんたんにはほれないよ。』」[6]との記述がある。
7. ↑  静岡県小笠郡大東町は、掛川市、大須賀町と合併し、2005年に新制掛川市が設置された。

## 関連人物
- 岡田良一郎

## 関連文献
- 増田実著『教育と人物』高天神城戦史研究会、1970年。全国書誌番号:71010638